# Can Coll (Santa Pau)
Can Coll és una obra de Santa Pau (Garrotxa) inclosa a l'Inventari del Patrimoni Arquitectònic de Catalunya.

## Descripció
És una senzilla casa de planta quadrada i teulat a dues aigües, de planta baixa i un pis. Conserva l'era amb els cairons originals i dues grans pallisses. Va ser bastida amb carreus ben tallats als angles de la casa i en les obertures. Conserva, en una finestra del primer pis, una creu gravada en baix relleu.

## Història
L'antigor de Can coll és remarcable. Cal pensar que va ser bastida a les acaballes del món feudal i va ser transformada en èpoques posteriors. Darrerament s'hi ha fet diverses reformes, sobre tot a la façana nord, desfigurant la seva línia primitiva.